# Дискографія Monsta X
Monsta X (кор. 몬스타엑스) — південнокорейський поп-гурт, сформований у 2015 році компанією Starship Entertainment за результатами відбору у телешоу на виживання No.Mercy (укр. «Без милосердя»). Протягом 2015—2019 років до складу Monsta X входило 7 учасників: Шону, Мінхьок, Вонхо, Кіхьон, Хьонвон, Чжухані та Ай'Ем. У 2019 Вонхо покинув гурт. Дебют гурту відбувся 14 травня 2015 року з мініальбомом Trespass та однойменною титульною композицією.
На цей момент гурт випустив три повноформатних корейських альбоми, два японських та один англомовний, один альбом-перевидання та вісім мініальбомів. Також учасники гурту мали низку сольних проектів та співпраць з іншими артистами, записали близько десятка саундтреків до телесеріалів та один - до комп'ютерної гри. 

## Повноформатні альбоми
| Назва                                                                            | Дата релізу      | Інформація про альбом                                                            | Найвища позиція у чартах | Найвища позиція у чартах | Найвища позиція у чартах | Найвища позиція у чартах | Найвища позиція у чартах | Найвища позиція у чартах | Найвища позиція у чартах | Продажі                                                  | Сертифікація   |
| Назва                                                                            | Дата релізу      | Інформація про альбом                                                            | KOR                      | JPN                      | JPN Hot                  | FRA Down.                | US Heat.                 | US Ind.                  | US World                 | Продажі                                                  | Сертифікація   |
| Корейські                                                                        | Корейські        | Корейські                                                                        | Корейські                | Корейські                | Корейські                | Корейські                | Корейські                | Корейські                | Корейські                | Корейські                                                | Корейські      |
| -------------------------------------------------------------------------------- | ---------------- | -------------------------------------------------------------------------------- | ------------------------ | ------------------------ | ------------------------ | ------------------------ | ------------------------ | ------------------------ | ------------------------ | -------------------------------------------------------- | -------------- |
| The Clan Pt. 2.5: The Final Chapter                                              | 21 березня 2017  | - Лейбл: Starship Entertainment - Формати: CD, цифрове завантаження, стриминг    | 2                        | 38                       | 97                       | 113                      | 10                       | 31                       | 1                        | - Південна Корея: 140,947 - Японія: 10,272 - США: 1,000+ | Н/Д            |
| Take.1 Are You There?                                                            | 22 жовтня 2018   | - Лейбл: Starship Entertainment - Формати: CD, цифрове завантаження, стриминг    | 1                        | 7                        | 41                       | 92                       | 6                        | 24                       | 7                        | - Південна Корея: 240,964 - Японія: 10,592               | Н/Д            |
| Take.2 We Are Here                                                               | 8 лютого 2019    | - Лейбл: Starship Entertainment - Формати: CD, цифрове завантаження, стриминг    | 1                        | 9                        | 49                       | 84                       | 12                       | —                        | 4                        | - Південна Корея: 251,899 - Японія: 10,907               | KMCA: Platinum |
| Fatal Love                                                                       | 2 листопада 2020 | —                                                                                | —                        | —                        | —                        | —                        | —                        | —                        | —                        | —                                                        | —              |
| Японські                                                                         |                  |                                                                                  |                          |                          |                          |                          |                          |                          |                          |                                                          |                |
| Piece                                                                            | 25 квітня 2018   | - Лейбл: Universal Music Japan - Формати: CD+DVD, цифрове завантаження, стриминг | —                        | 3                        | 7                        | —                        | —                        | —                        | —                        | - Японія: 55,042                                         |                |
| Phenomenon                                                                       | 21 серпня 2019   | - Лейбл: Universal Music Japan - Формати: CD+DVD, цифрове завантаження, стриминг | —                        | 2                        | 2                        | —                        | —                        | —                        | —                        | - Японія: 56,244                                         |                |
| Англомовні                                                                       |                  |                                                                                  |                          |                          |                          |                          |                          |                          |                          |                                                          |                |
| All About Luv                                                                    | 14 лютого 2020   | - Лейбл: Epic - Формати: CD+DVD, цифрове завантаження, стриминг                  | —                        | 10                       | 63                       | 18                       | 67                       | 5                        | —                        | - США: 50,000                                            |                |
| «—» релізи, що не потрапили у чарти або не були випущені у відповідних регіонах. |                  |                                                                                  |                          |                          |                          |                          |                          |                          |                          |                                                          |                |

### Альбоми-перевидання
| Назва         | Дата релізу    | Інформація про альбом                                                         | Найвища позиція у чартах | Найвища позиція у чартах | Продажі                  | Сертифікація |
| Назва         | Дата релізу    | Інформація про альбом                                                         | KOR                      | US World                 | Продажі                  | Сертифікація |
| ------------- | -------------- | ----------------------------------------------------------------------------- | ------------------------ | ------------------------ | ------------------------ | ------------ |
| Shine Forever | 19 червня 2017 | - Лейбл: Starship Entertainment - Формати: CD, цтфрове завантаження, стриминг | 1                        | 10                       | - Південна Корея: 69,964 | Н/Д          |

## Мініальбоми
| Назва                                                                            | Дата релізу      | Інформація про альбом                                                                        | Найвища позиція у чартах | Найвища позиція у чартах | Найвища позиція у чартах | Найвища позиція у чартах | Найвища позиція у чартах | Найвища позиція у чартах | Найвища позиція у чартах | Найвища позиція у чартах | Продажі                                                 | Сертифікація   |
| Назва                                                                            | Дата релізу      | Інформація про альбом                                                                        | KOR                      | JPN                      | JPN Hot                  | FRA Down.                | NZ Heat.                 | US Heat.                 | US Ind.                  | US World                 | Продажі                                                 | Сертифікація   |
| -------------------------------------------------------------------------------- | ---------------- | -------------------------------------------------------------------------------------------- | ------------------------ | ------------------------ | ------------------------ | ------------------------ | ------------------------ | ------------------------ | ------------------------ | ------------------------ | ------------------------------------------------------- | -------------- |
| Trespass                                                                         | 14 травня 2015   | Лейбл: Starship Entertainment, LOEN Entertainment Формати: CD, завантаження музики, стриминг | 5                        | —                        | —                        | —                        | —                        | —                        | —                        | —                        | - Південна Корея: 38,640                                | Н/Д            |
| Rush                                                                             | 7 вересня 2015   | Лейбл: Starship Entertainment, LOEN Entertainment Формати: CD, завантаження музики, стриминг | 3                        | —                        | —                        | —                        | —                        | —                        | —                        | —                        | - Південна Корея: 69,773                                | Н/Д            |
| The Clan Pt. 1 Lost                                                              | 18 травня 2016   | Лейбл: Starship Entertainment, LOEN Entertainment Формати: CD, завантаження музики, стриминг | 3                        | 37                       | —                        | —                        | —                        | —                        | —                        | 5                        | - Південна Корея: 94,108                                | Н/Д            |
| The Clan Pt. 2 Guilty                                                            | 4 жовтня 2016    | Лейбл: Starship Entertainment, LOEN Entertainment Формати: CD, завантаження музики, стриминг | 2                        | —                        | 77                       | —                        | —                        | 16                       | —                        | 3                        | - Південна Корея: 102,581                               | Н/Д            |
| The Code                                                                         | 7 листопада 2017 | Лейбл: Starship Entertainment, LOEN Entertainment Формати: CD, завантаження музики, стриминг | 1                        | 16                       | 57                       | 120                      | —                        | 12                       | —                        | 2                        | - Південна Корея: 166,252 - Японія: 5,006               | Н/Д            |
| The Connect: Dejavu                                                              | 26 березня 2018  | Лейбл: Starship Entertainment, LOEN Entertainment Формати: CD, завантаження музики, стриминг | 2                        | 23                       | 67                       | 90                       | 2                        | 8                        | 20                       | 2                        | - Південна Корея: 177,580 - Японія: 4,714 - США: 2,000+ |                |
| Follow: Find You                                                                 | 28 жовтня 2019   | Лейбл: Starship Entertainment, LOEN Entertainment Формати: CD, завантаження музики, стриминг | 1                        | 9                        | 44                       | 95                       | —                        | 15                       | 42                       | 10                       | - Південна Корея: 193,121 - Японія: 9,785 - США: 1,000  |                |
| Fantasia X                                                                       | 26 травня 2020   | Лейбл: Starship Entertainment, LOEN Entertainment Формати: CD, завантаження музики, стриминг | 2                        | 17                       | 40                       | Н/Д                      | Н/Д                      | Н/Д                      | Н/Д                      | 5                        | - Південна Корея: 264,285 - Японія: 2,282               | KMCA: Platinum |
| «—» релізи, що не потрапили у чарти або не були випущені у відповідних регіонах. |                  |                                                                                              |                          |                          |                          |                          |                          |                          |                          |                          |                                                         |                |

## Сингли
| Назва                                                                            | Рік       | Найвища позиція у чартах | Найвища позиція у чартах | Найвища позиція у чартах | Найвища позиція у чартах | Найвища позиція у чартах | Найвища позиція у чартах | Найвища позиція у чартах | Продажі                               | Сертифікації | Альбом                              |
| Назва                                                                            | Рік       | KOR                      | KOR Hot                  | JPN                      | JPN Hot                  | US Dance                 | US Pop                   | US World                 | Продажі                               | Сертифікації | Альбом                              |
| Корейські                                                                        | Корейські | Корейські                | Корейські                | Корейські                | Корейські                | Корейські                | Корейські                | Корейські                | Корейські                             | Корейські    | Корейські                           |
| -------------------------------------------------------------------------------- | --------- | ------------------------ | ------------------------ | ------------------------ | ------------------------ | ------------------------ | ------------------------ | ------------------------ | ------------------------------------- | ------------ | ----------------------------------- |
| «Trespass» (무단침입)                                                            | 2015      | 148                      | Н/Д                      | —                        | —                        | —                        | —                        | 14                       | - Південна Корея: 22,317              | Н/Д          | Trespass                            |
| «Rush» (신속히)                                                                  | 2015      | 139                      | Н/Д                      | —                        | —                        | —                        | —                        | —                        | - Південна Корея: 20,090              | Н/Д          | Rush                                |
| «Hero»                                                                           | 2015      | 250                      | Н/Д                      | —                        | —                        | —                        | —                        | 12                       | - Південна Корея: 9,014               | Н/Д          | Rush                                |
| «Ex Girl» (feat. Wheein of Mamamoo)                                              | 2016      | 118                      | Н/Д                      | —                        | —                        | —                        | —                        | —                        | - Південна Корея: 23,301              | Н/Д          | The Clan Pt. 1 Lost                 |
| «All In» (걸어)                                                                  | 2016      | 159                      | Н/Д                      | —                        | —                        | —                        | —                        | 6                        | - Південна Корея: 15,614              | Н/Д          | The Clan Pt. 1 Lost                 |
| «Fighter»                                                                        | 2016      | 217                      | Н/Д                      | —                        | —                        | —                        | —                        | 8                        | - Південна Корея: 8,871               | Н/Д          | The Clan Pt. 2 Guilty               |
| «Beautiful» (아름다워)                                                           | 2017      | —                        | —                        | —                        | —                        | —                        | —                        | 4                        | - Південна Корея: 14,394 - США: 1,000 | Н/Д          | The Clan Pt. 2.5: The Final Chapter |
| «Shine Forever»                                                                  | 2017      | —                        | —                        | —                        | —                        | —                        | —                        | 4                        | US: 2,000                             | Н/Д          | Shine Forever                       |
| «Newton»                                                                         | 2017      | —                        | —                        | —                        | —                        | —                        | —                        | 8                        | Не розкрито                           | Н/Д          | Сингл без альбому                   |
| «Dramarama»                                                                      | 2017      | —                        | —                        | —                        | —                        | —                        | —                        | 7                        | Не розкрито                           | Н/Д          | The Code                            |
| «Lonely Christmas»                                                               | 2017      | —                        | —                        | —                        | —                        | —                        | —                        | —                        | Не розкрито                           | Н/Д          | Сингл без альбому                   |
| «Jealousy»                                                                       | 2018      | —                        | 48                       | —                        | 52                       | —                        | —                        | 4                        | US: 1,000                             | Н/Д          | The Connect: Dejavu                 |
| «Shoot Out»                                                                      | 2018      | —                        | 23                       | —                        | —                        | —                        | —                        | 6                        | Не розкрито                           | Н/Д          | Take.1 Are You There?               |
| «Alligator»                                                                      | 2019      | 133                      | 21                       | —                        | 41                       | —                        | —                        | 5                        | Не розкрито                           | Н/Д          | Take.2 We Are Here                  |
| «Find You»                                                                       | 2019      | —                        | —                        | —                        | —                        | —                        | —                        | 21                       | Не розкрито                           | Н/Д          | Follow: Find You                    |
| «Follow»                                                                         | 2019      | —                        | 96                       | —                        | 68                       | —                        | —                        | 5                        | - США: 1,000                          | Н/Д          | Follow: Find You                    |
| «Fantasia»                                                                       | 2020      | 117                      | —                        | —                        | 82                       | —                        | —                        | 11                       | Не розкрито                           | Н/Д          | Fantasia X                          |
| Японські                                                                         |           |                          |                          |                          |                          |                          |                          |                          |                                       |              |                                     |
| «Hero»                                                                           | 2017      | —                        | —                        | 2                        | 3                        | —                        | —                        | —                        | - Японія: 69,713                      | Н/Д          | Piece                               |
| «Beautiful»                                                                      | 2017      | —                        | —                        | 2                        | 4                        | —                        | —                        | —                        | - Японія: 68,218                      | Н/Д          | Piece                               |
| «Spotlight»                                                                      | 2018      | —                        | —                        | 2                        | 2                        | —                        | —                        | —                        | - Японія: 94,651                      | RIAJ: Gold   | Piece                               |
| «Livin' It Up»                                                                   | 2018      | —                        | —                        | 3                        | 3                        | —                        | —                        | —                        | - Японія: 126,895                     | RIAJ: Gold   | Phenomenon                          |
| «Shoot Out»                                                                      | 2019      | —                        | —                        | 2                        | 2                        | —                        | —                        | —                        | - Японія: 158,089                     | RIAJ: Gold   | Phenomenon                          |
| «Alligator»                                                                      | 2019      | —                        | —                        | 2                        | 2                        | —                        | —                        | —                        | - Японія: 170,292                     | RIAJ: Gold   | Phenomenon                          |
| «Wish on the Same Sky»                                                           | 2020      | —                        | —                        | 2                        | 2                        | —                        | —                        | —                        | - Японія: 58,317                      | Н/Д          | Сингл без альбому                   |
| Англомовні                                                                       |           |                          |                          |                          |                          |                          |                          |                          |                                       |              |                                     |
| «Play It Cool» (with Steve Aoki)                                                 | 2019      | —                        | —                        | —                        | —                        | 20                       | —                        | —                        | Не розкрито                           | Н/Д          | Neon Future IV                      |
| «Who Do U Love?» (feat. French Montana)                                          | 2019      | —                        | —                        | —                        | —                        | —                        | 26                       | —                        | Не розкрито                           | Н/Д          | All About Luv                       |
| «Love U»                                                                         | 2019      | —                        | —                        | —                        | —                        | —                        | —                        | —                        | Не розкрито                           | Н/Д          | All About Luv                       |
| «Someone's Someone»                                                              | 2019      | —                        | —                        | —                        | —                        | —                        | —                        | —                        | Не розкрито                           | Н/Д          | All About Luv                       |
| «Middle of the Night»                                                            | 2019      | —                        | —                        | —                        | —                        | —                        | —                        | —                        | Не розкрито                           | Н/Д          | All About Luv                       |
| «You Can't Hold My Heart»                                                        | 2020      | —                        | —                        | —                        | —                        | —                        | 40                       | —                        | Не розкрито                           | Н/Д          | All About Luv                       |
| «—» релізи, що не потрапили у чарти або не були випущені у відповідних регіонах. |           |                          |                          |                          |                          |                          |                          |                          |                                       |              |                                     |

## Інші пісні, що потрапили до чартів
| Рік  | Назва                                                                            | Найвища позиція у чартах | Найвища позиція у чартах | Продажі     | Альбом                |
| Рік  | Назва                                                                            | KOR                      | US World                 | Продажі     | Альбом                |
| ---- | -------------------------------------------------------------------------------- | ------------------------ | ------------------------ | ----------- | --------------------- |
| 2016 | «Stuck»                                                                          | —                        | 11                       | Не розкрито | The Clan Pt. 1 Lost   |
| 2017 | «Gravity»                                                                        | —                        | 7                        | Не розкрито | Shine Forever         |
| 2017 | «From Zero»                                                                      | —                        | 1                        | US: 3,000   | The Code              |
| 2018 | «I Do Love U» (널하다)                                                           | —                        | 5                        | Не розкрито | Take.1 Are You There? |
|      | «—» релізи, що не потрапили у чарти або не були випущені у відповідних регіонах. |                          |                          |             |                       |

## Саундтреки
| Рік  | Виконавець                           | Композиція                              | Твір                                                                       | Прим.  |
| ---- | ------------------------------------ | --------------------------------------- | -------------------------------------------------------------------------- | ------ |
| 2011 | Шону                                 | «Now I Know»                            | телесеріал «Врятувати боса» (Protect the Boss)                             | [ 70 ] |
| 2015 | Чжухон та Кіхьон                     | «Attracted Woman»                       | телесеріал «Апельсиновий мармелад» (Orange Marmalade)                      | [ 71 ] |
| 2015 | Junggigo (feat. Jooheon of Monsta X) | «Similar»                               | телесеріал «Маска» (Mask)                                                  | [ 72 ] |
| 2015 | Кіхьон                               | «One More Step»                         | телесеріал «Вона була прекрасна» (She Was Pretty)                          | [ 73 ] |
| 2016 | Кіхьон                               | «Tiger Moth»                            | телесеріал «Король шопінгу Луї» (Shopaholic Louis)                         | [ 74 ] |
| 2017 | Monsta X                             | «Whale Hunting»                         | MMORPG «Great Ocean»                                                       | [ 75 ] |
| 2017 | Кіхьон                               | 정이 들어 버렸어 («I've Got a Feeling») | телесеріал «Підозрілий партнер» (Suspicious Partner)                       | [ 74 ] |
| 2018 | Чжухон та Кіхьон                     | «Can't Breathe»                         | телесеріал «Партнери для справедливості» (Partners for Justice)            | [ 74 ] |
| 2018 | Кіхьон та Seola (WJSN)               | «Love Virus»                            | телесеріал «Що не так з секретарем Кім» (What's Wrong with Secretary Kim?) | [ 74 ] |
| 2019 | Monsta X                             | «Breathe For You»                       | телешоу Puppy Day (with TWOTUCKGOM)                                        | [ 76 ] |
| 2020 | Кіхьон                               | «Again Spring»                          | телесеріал «Ласкаво просимо» (Meow, The Secret Boy)                        | [ 77 ] |
| 2020 | Monsta X                             | «Reckless»                              | телешоу MONSTA X's Newtroland (with TWOTUCKGOM)                            | [ 78 ] |
| 2020 | Мінхьок                              | «Sniping Her Love»                      | вебмультфільм 취향저격 그녀 (She's My Type!)                               | [ 79 ] |
| 2020 | Кіхьон                               | «To Be With You»                        | телесеріал «До До Соль Соль Ля Ля Соль» (Do Do Sol Sol La La Sol)          | [ 80 ] |

## Індивідуальні проекти учасників

### Індивідуальні записи
| Рік  | Учасник      | Композиція                              | Альбом                        | Примітка                                           |
| ---- | ------------ | --------------------------------------- | ----------------------------- | -------------------------------------------------- |
| 2015 | Чжухон       | «No-No» (feat. Black Nut)               | 중지 (Jungji)                 | Продюсер Nochang                                   |
| 2015 | Чжухон       | «Stay Strong» (feat. Flowsik)           | 중지 (Jungji)                 | Ориг. трек: Paloalto — Stay Strong                 |
| 2015 | Чжухон       | «Rappin»                                | 중지 (Jungji)                 | Ориг. трек Dok2 — Hunnit                           |
| 2015 | Чжухон       | «Flower Cafe» (feat. I.M & Sam Ock)     | 중지 (Jungji)                 | Продюсери — A June & J Beat                        |
| 2015 | Чжухон       | «Get Low» (feat. Mad Clown)             | SUPEXX                        | Чжухон — співавтор                                 |
| 2016 | I.M          | «Who Am I» (feat. Yeseo)                | I.M WHAT I.M                  | Продюсери — G-Slow & 넋업샨                        |
| 2016 | Чжухон       | «Bad Blood» by Mad Clown                | Show Me the Money 5 Episode 5 | Чжухон — співавтор і співкомпозитор                |
| 2016 | I.M          | «Madeleine» with Brother Su feat. J.Han | Сингл                         | I.M — співатор                                     |
| 2017 | Чжухон       | «Rhythm»                                | Out Of Control                |                                                    |
| 2017 | Чжухон       | «OMG»                                   | Out Of Control                | Для корейського прокату фільму John Wick — Reload  |
| 2017 | Чжухон x I.M | «Be My Friend»                          |                               |                                                    |
| 2018 | I.M          | «Fly With Me»                           |                               | Продюсер — Wooki з Code Chameleon Crew (CODA Crew) |
| 2018 | Чжухон       | «Manito»                                | DWTD (Do What They Do)        |                                                    |
| 2018 | Чжухон       | «Runway» (feat. Killagramz)             | DWTD (Do What They Do)        |                                                    |
| 2018 | Чжухон       | «Kang Baek-ho»                          | DWTD (Do What They Do)        |                                                    |
| 2018 | Чжухон       | «Red Carpet»                            | DWTD (Do What They Do)        |                                                    |
| 2018 | Чжухон       | «Should I Do»                           | DWTD (Do What They Do)        |                                                    |
| 2019 | I.M          | «HORIZON»                               | HORIZON                       |                                                    |
| 2019 | I.M          | «향수 (Scent)»                          | HORIZON                       |                                                    |
| 2019 | Мінхьок      | «옹심이 (feat.주헌(JOOHONEY)»           | 옹심이 (Ongshimi)             |                                                    |
| 2020 | Чжухані      | «INTRO (AMBITION)»                      | PSYCHE                        |                                                    |
| 2020 | Чжухані      | «싸이키 (PSYCHE)»                       | PSYCHE                        |                                                    |
| 2020 | Чжухані      | «DIA»                                   | PSYCHE                        |                                                    |
| 2020 | Чжухані      | «SMOKY»                                 | PSYCHE                        |                                                    |
| 2020 | Чжухані      | «DARK & CLOUDY» (FEAT. BOA KIM)         | PSYCHE                        |                                                    |
| 2020 | Чжухані      | «왕 (KING)»                             | PSYCHE                        |                                                    |
| 2020 | Чжухані      | «WING SUIT» (FEAT. TEM)                 | PSYCHE                        |                                                    |

### Співпраця з іншими артистами
| Рік  | Комозиція                        | Виконавці                                                                        | Примітка                 |
| ---- | -------------------------------- | -------------------------------------------------------------------------------- | ------------------------ |
| 2014 | «깽값 (Gang Value)»              | Mad Clown (feat. Jooheon)                                                        | 표독                     |
| 2015 | «Coach Me»                       | Hyolyn & San E (feat. Jooheon)                                                   | NO.MERCY (노머시) Part.1 |
| 2015 | «Pillow» (팔베개)                | Soyou & Giriboy (feat. Kihyun)                                                   | NO.MERCY (노머시) Part.2 |
| 2015 | «0 (Young)»                      | Giriboy, Mad Clown & Jooyoung (feat. No.Mercy)                                   | NO.MERCY (노머시) Part.3 |
| 2015 | «인터스텔라 (Interstellar)»      | Jooheon, Hyungwon & I.M (feat. Yella Diamond)                                    | NO.MERCY (노머시) Part.4 |
| 2015 | «히읗 (Hieut)»                   | Jungigo, Vasco & Nochang (feat. No.Mercy)                                        | NO.MERCY (노머시) Part.5 |
| 2015 | «Feedback (피드백)»              | Bora, Kisum, LilCham, Jace, Adoonga (I.M)                                        | —                        |
| 2015 | «나쁜 X (Bad X)»                 | J'Kyun (Lucky J) (feat. Jooheon, Konsoul)                                        | —                        |
| 2015 | «사르르 (Softly)»                | Starship Planet 2015 (Monsta X та інші артисти Starship Entertainment)           | —                        |
| 2016 | «알록달록»                       | Mad Clown (feat. Jooheon)                                                        | h.ear your colors        |
| 2016 | «Rollercoaster» (Remix)          | Sam Ock (feat. Jooheon)                                                          | —                        |
| 2016 | «Do Better»                      | Y틴 (Y Teen) (Monsta X & Cosmic Girls (WJSN)                                     | —                        |
| 2016 | «마들렌 (Madeleine)»             | I.M, Brother Su (feat. J.Han)                                                    | —                        |
| 2016 | «누가 그래 (Love Wishes)»        | Starship Planet 2016>                                                            |                          |
| 2016 | «Slow»                           | Hyolyn (feat. Jooheon)                                                           | IT'S ME                  |
| 2016 | «불나방»                         | Jooheon & Michael Lee                                                            | 힙합의 민족2 FINAL I     |
| 2017 | «Bam! Bam! Bam!»                 | H.One (Hyungwon) & DJ Justin Oh (feat. Jooheon)                                  | —                        |
| 2017 | «Christmas Day» (크리스마스데이) | Starship Planet 2017 (Monsta X та інші артисти Starship Entertainment)           | —                        |
| 2017 | «1 (ONE)»                        | H.One (Hyungwon) & KRIZ (feat. Jooheon)                                          | —                        |
| 2017 | «Just one more»                  | H.One (Hyungwon), 제시 (Jessi), Hyomin (T-ara), Tritops, Jimin (AOA), 씨에 (Xie) | MIX AND THE CITY         |
| 2017 | «Christmas Day»                  | Starship Planet (Monsta X та інші артисти Starship Entertainment)                | —                        |
| 2018 | «Don't Look Back»                | PREP (Shownu & So!YoON!)                                                         | —                        |
| 2018 | «Christmas Time»                 | Starship Planet 2018 (Monsta X та інші артисти Starship Entertainment)           | —                        |
| 2019 | «Play It Cool»                   | Steve Aoki & MONSTA X                                                            | TAKE.2 WE ARE HERE       |
| 2019 | «WHO DO U LOVE?»                 | MONSTA X (feat. French Montana)                                                  | All About Luv            |
| 2019 | «COOL LOVE»                      | HONGBIN (VIXX) X HYUNGWON                                                        | —                        |
| 2019 | «Magnetic»                       | MONSTA X & Sebastián Yatra                                                       | —                        |
| 2020 | «Need To Know»                   | ELHAE ft. I.M of Monsta X                                                        | —                        |

## Нотатки
1. ↑  Take.1 Are You There? (2018) та Take.2 We Are Here (2019) рахуються як дві частини одного повнофрматного альбому
2. ↑  Інформація заснована на даних цифрових продажів, якщо не вказано інше.
3. ↑   «Shoot Out» не потратила до Digital Chart але посіла 41 позицію у Download Chart[53].
4. ↑   Пісня «Find You» не потратила до Digital Chart але посіла 142 позицію у Download Chart[54].
5. ↑   Пісня «Follow» не потратила до Digital Chart але посіла 52 позицію у Download Chart.[54]
6. ↑  До цього переліку належать оригінальні композиції англійською мовою, без англомовних версій корейських пісень.